# Opadanie minimalne
Opadanie minimalne, minimalne opadanie, minimum opadania – najmniejsza prędkość opadania statku powietrznego bez wpływu warunków atmosferycznych i bez używania napędu. 
W przypadku lotu ślizgowego jest współrzędną punktu, będącego maksimum na wykresie biegunowej prędkości (wykresie zależności prędkości opadania od prędkości lotu). Druga współrzędna tego punktu (prędkość lotu) nazywana jest prędkością ekonomiczną. 